# Aporia (filozófia)
Az aporia (görögül: ἀπορία - porosz = út + a fosztóképző) úttalanság, kiúttalanság valamely probléma feloldásához való eljutás lehetetlensége, mivel a gondolatmenetben ellentmondások lépnek fel, vagy a dologban magában, vagy a használt fogalmakban.
A retorikában aporetikának nevezzük a megoldhatatlan, vagy nehezen megoldható problémák megfejtésének művészetét.